# 20 augustus
20 augustus is de 232ste dag van het jaar (233ste dag in een schrikkeljaar) in de gregoriaanse kalender. Hierna volgen nog 133 dagen tot het einde van het jaar.

## Gebeurtenissen
- Algemeen
  - 1983 - In Amsterdam steekt een 16-jarige skinhead de 15-jarige Kerwin Duinmeijer neer. Duinmeijer overlijdt een dag later in het ziekenhuis.
  - 1993 - Een aardbeving met de kracht van zeven op de schaal van Richter treft Papoea-Nieuw-Guinea.
  - 1994 - Bij een veerbootongeluk in Bangladesh komen ten minste driehonderd mensen om het leven. Het ongeval doet zich voor ten zuiden van de hoofdstad Dhaka op de rivier de Meghna, een van de vele vertakkingen in de delta van de Ganges.
  - 2024 - De Regenboogkerk in Epe is grotendeels verwoest door een uitslaande brand.
- Infrastructuur
  - 1959 - De SS Rotterdam wordt door de Holland-Amerika Lijn in gebruik genomen.
  - 2008 - Op de luchthaven van Madrid komen 154 mensen om het leven bij een vliegtuigcrash van Spanair-vlucht JK 5022; 18 raken gewond. Het vliegtuig wilde naar Las Palmas, maar raakte van de baan door een verkeerde take-off configuratie.[1]
- Media
  - 1920 - Oprichting van het persagentschap Belga.
- Oorlog
  - 1988 - Het Iraanse hoofd van staat, ayatollah Khomeini accepteert resolutie 598 van de VN Veiligheidsraad. Hiermee komt een einde aan de Irak-Iranoorlog.
  - 1990 - De Amerikaanse president George Bush eist van de Iraakse president Saddam Hoessein dat de duizenden westerlingen die volgens Bush door Irak worden gegijzeld, worden vrijgelaten. Op zijn beurt eist Irak dat alle ambassades in Koeweit worden gesloten.
  - 1993 - Amnesty International stelt dat de mensenrechtensituatie in Angola ernstig verslechterd is sinds het vredesakkoord tussen de regering en rebellenbeweging UNITA van mei 1991.
  - 2011 - Begin van de Slag om Tripoli, een stadsgevecht tijdens de opstand in Libië.
  - 2016 - Na dagen van zware gevechten boeken de Taliban verdere terreinwinst in het noorden van Afghanistan. Strijders van de terreurorganisatie veroveren het district Khanabad in de provincie Kunduz.
- Politiek
  - 1000 - Stefanus I van Hongarije wordt gekroond tot de eerste koning van het middeleeuwse Koninkrijk Hongarije.
  - 1672 - Tijdens een volksoproer, opgezet door de Oranje partij van Willem III van Oranje, worden Johan de Witt en Cornelis de Witt opgehangen. Prins Willem III wordt stadhouder van Holland, Zeeland en Utrecht.
  - 1833 - De Afro/Amerikaanse slaaf Nat Turner begint een slavenopstand tegen de zuidelijke plantage-eigenaren in Southampton County, Virginia.
  - 1960 - Senegal verlaat de Mali-federatie en wordt een zelfstandige staat.
  - 1968 - In Tsjechoslowakije komt met de inval van troepen van USSR en Warschaupact abrupt een einde aan de door Alexander Dubček aangestuurde Praagse Lente.
  - 2017 - Met 1749 dagen is het Kabinet Rutte II, het langstzittende kabinet van na de Tweede Wereldoorlog.
- Sport
  - 1916 - Oprichting van de Chileense voetbalclub Ñublense.
  - 1916 - Het Amerikaans voetbalelftal speelt de eerste officiële interland uit de geschiedenis. In en tegen Zweden wordt met 3-2 verloren.
  - 1920 - Oprichting van de Chileense voetbalclub Club Deportivo Palestino.
  - 1920 - In Mülheim an der Ruhr wordt de Duitse hockey- en tennisclub Uhlenhorst Mülheim opgericht.
  - 2002 - Oprichting van de Venezolaanse voetbalclub Aragua Fútbol Club.
  - 2004 - Andrij Serdinov scherpt bij de Olympische Spelen in Athene zijn eigen Europees record op de 100 meter vlinderslag aan tot 51,36 s.
  - 2005 - De Nederlandse vrouwenhockeyploeg wordt in Dublin voor de zesde keer Europees kampioen.
  - 2008 - Usain Bolt loopt tijdens de Olympische Zomerspelen in Peking een wereldrecord op de 200 m: 19,30 s.
  - 2009 - Usain Bolt loopt tijdens de WK atletiek in Berlijn een wereldrecord op de 200 meter: 19,19 s.
  - 2010 - Almere City FC lijdt de grootste nederlaag uit zijn geschiedenis. Op de eerste speeldag van het seizoen 2010/2011 wordt de voetbalclub uit Almere met 12-1 vernederd door Sparta Rotterdam, onder meer door acht treffers van Sparta-aanvaller Johan Voskamp.
  - 2016 - Willem II wint voor het eerst in de geschiedenis bij AFC Ajax. De voetbalclub uit Tilburg zegeviert met 2-1 in de Amsterdam Arena.
  - 2018 - Na 163 kilometer stopt Maarten van der Weijden met zijn poging om de Friese Elfstedentocht al zwemmend te voltooien. Hij deed dit om geld in te zamelen voor kankeronderzoek. In 55 uur bracht dat ruim twee miljoen euro op.
  - 2023 - De Spaanse voetbalvrouwen winnen voor de eerste keer het wereldkampioenschap voetbal na 1–0 winst in de finale tegen Engeland in het Stadium Australia in Sydney, Australië.[2][3] Tijdens de huldiging zorgt de voorzitter van de Spaanse voetbalbond RFEF, Luis Rubiales, voor opschudding omdat hij Jennifer Hermoso vol op de mond zoent.[4]
  - 2023 - De Amerikaanse tennisster Coco Gauff wint het tennistoernooi van Cincinnati bij de vrouwen door in de finale de Tsjechische Karolína Muchová in twee sets te verslaan.[5]
  - 2023 - Bij de wereldkampioenschappen atletiek in Boedapest (Hongarije) haalt de Nederlandse atlete Anouk Vetter een bronzen medaille op de zevenkamp. De wereldtitel gaat naar de Britse Katarina Johnson-Thompson en Anna Hall uit de Verenigde Staten krijgt zilver.[6]
  - 2023 - De Serviër Novak Djokovic wint het tennistoernooi van Cincinnati bij de mannen door in de finale de Spanjaard Carlos Alcaraz in drie sets te verslaan. De mannen hadden 3 uur en 49 minuten nodig om de wedstrijd uit te spelen.[7]
- Wetenschap en technologie
  - 1897 - De Britse legerarts Ronald Ross ontdekt dat tropische steekmuggen de overbrenger zijn van malaria.
  - 1960 - De honden Belka en Strelka, een dag eerder gelanceerd aan boord van Spoetnik 5, keren als eerste dieren levend terug van een ruimtereis.
  - 1977 - NASA lanceert de Voyager 2 ruimtesonde per Titan III raket.[8]
  - 2021 - Ruimtewandeling van de CNSA taikonauten Liu Boming en Nie Haisheng voor het installeren van apparatuur aan het Tiangong ruimtestation.[9]

## Geboren

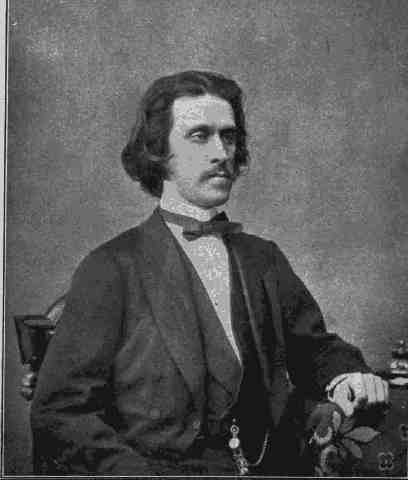
Josef Strauss
geboren in 1827

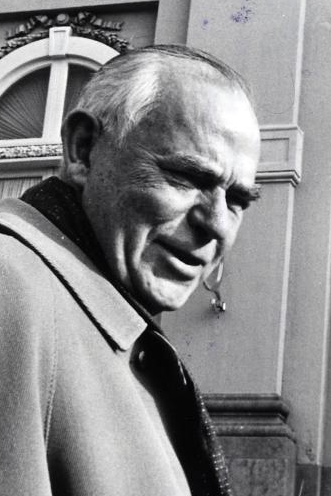
Jaap Burger
geboren in 1904

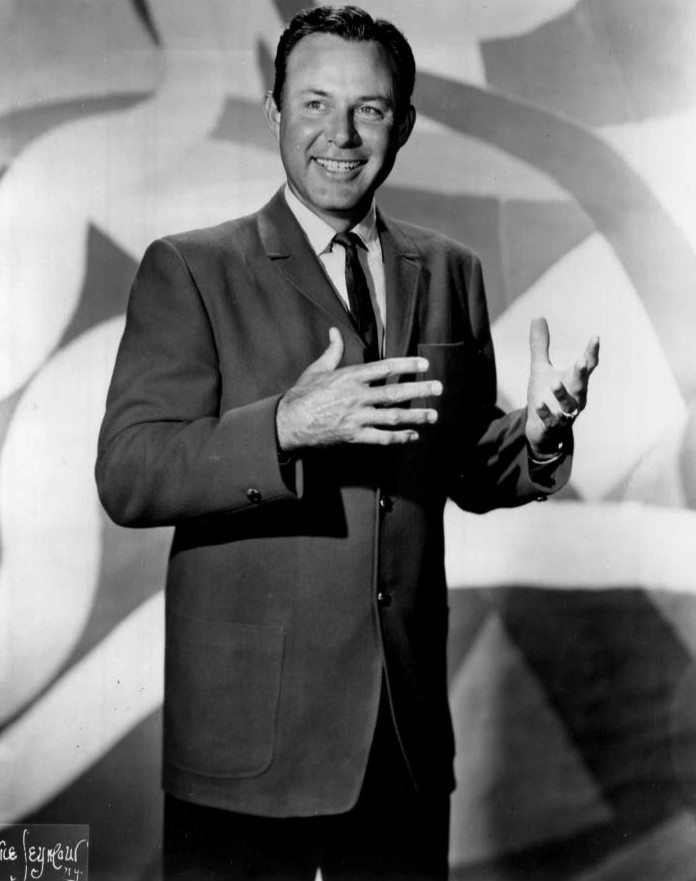
Jim Reeves
geboren in 1923

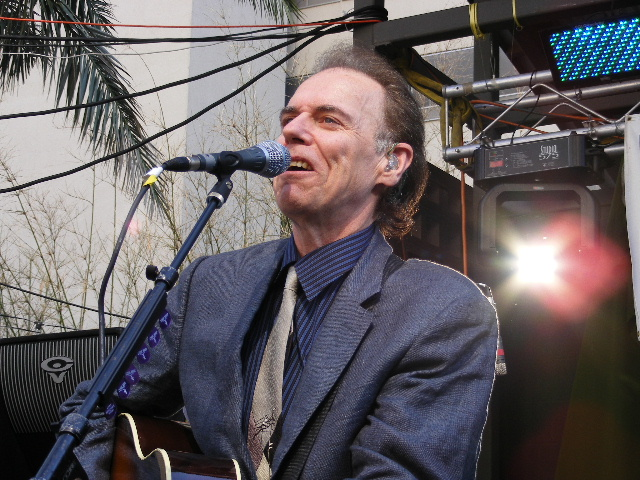
John Hiatt
geboren in 1952

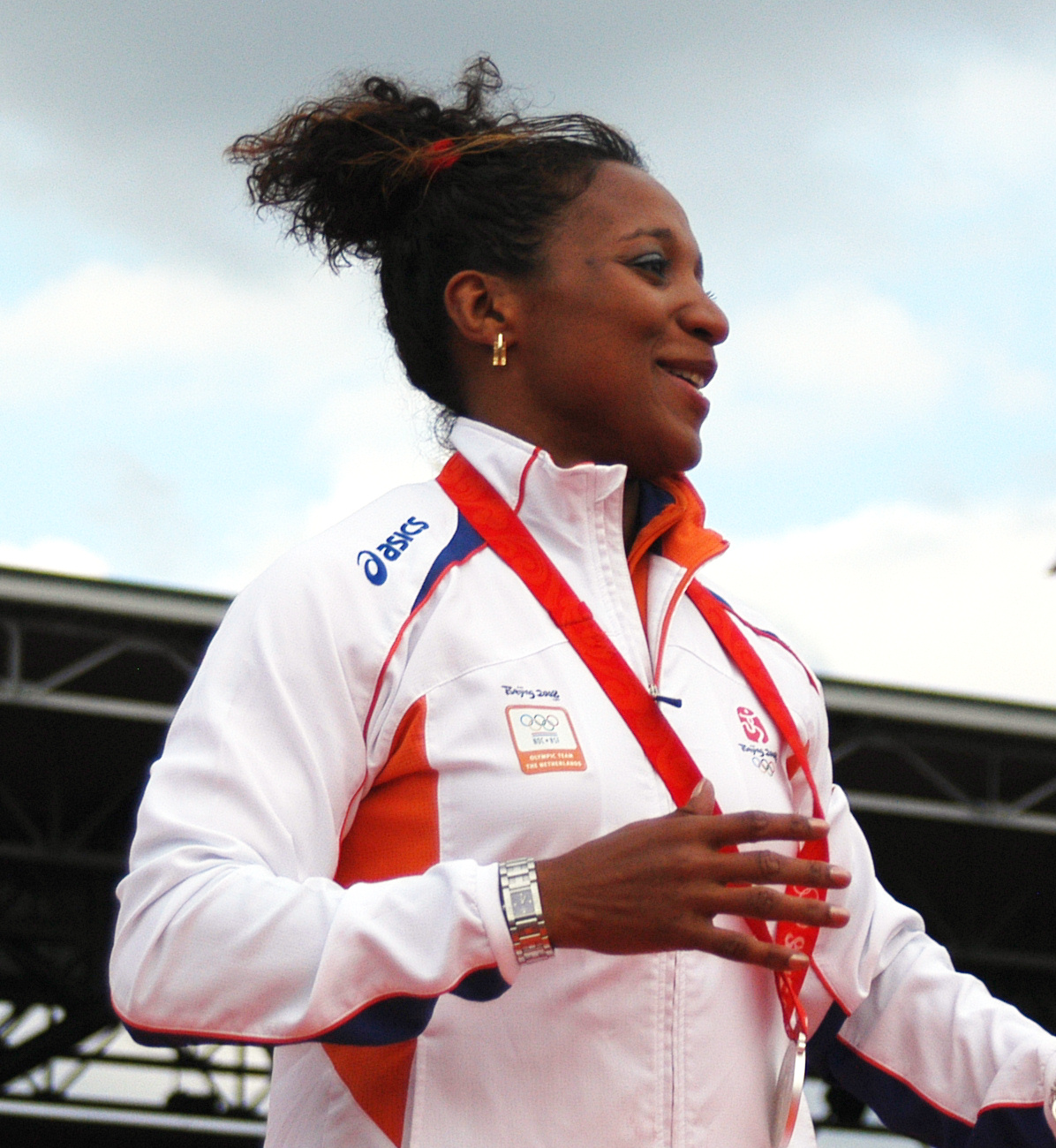
Deborah Gravenstijn
geboren in 1974

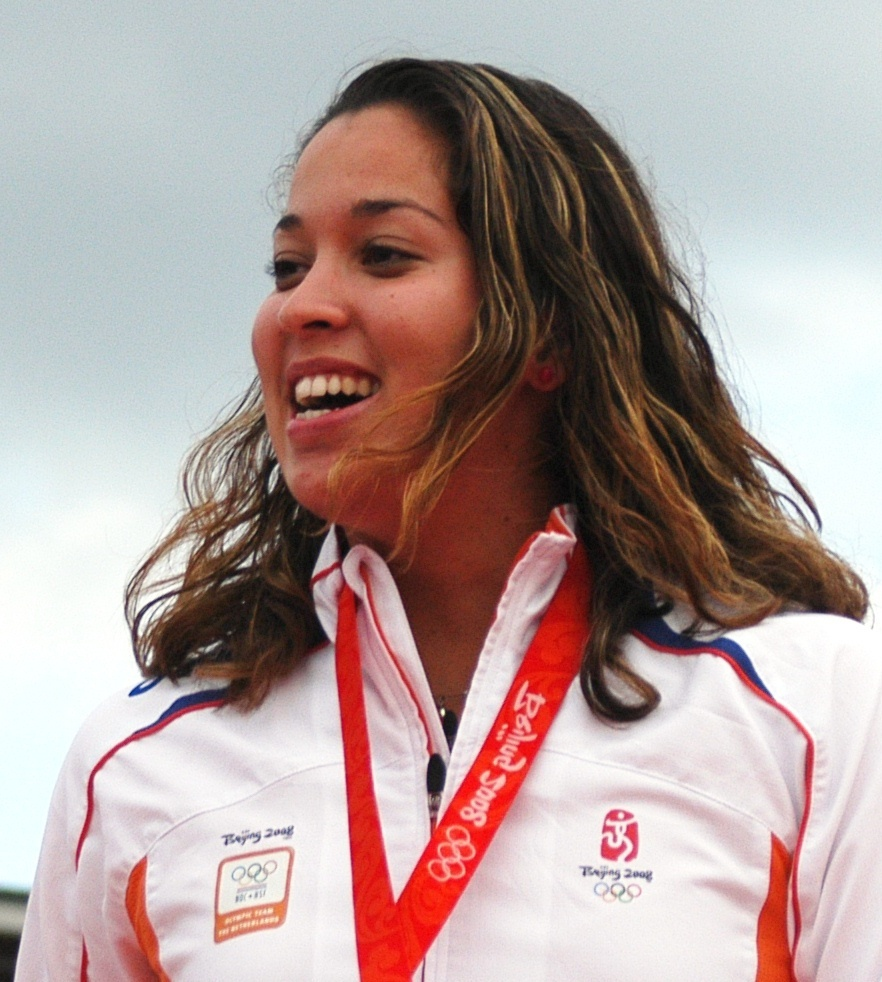
Ranomi Kromowidjojo
geboren in 1990

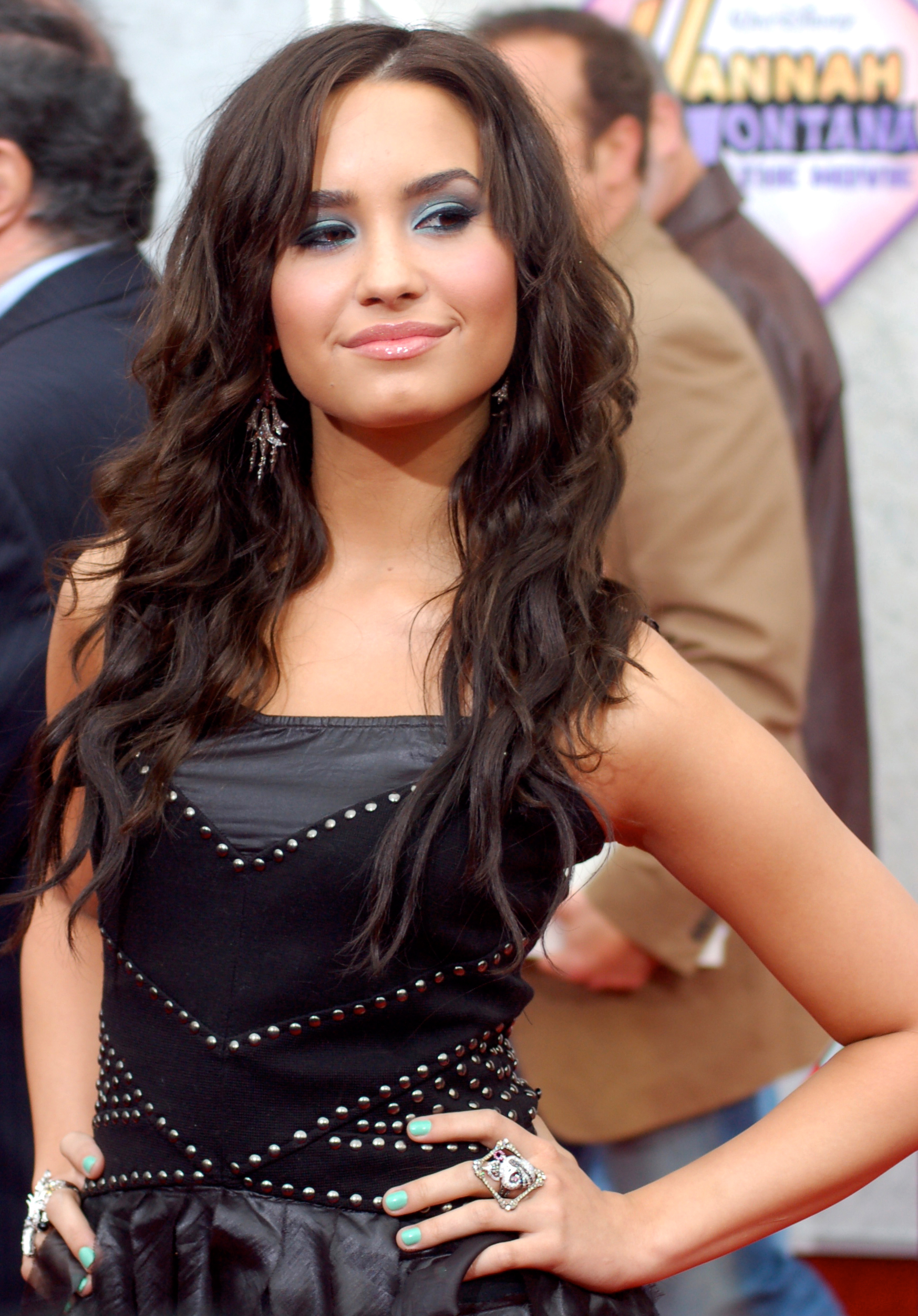
Demi Lovato
geboren in 1992

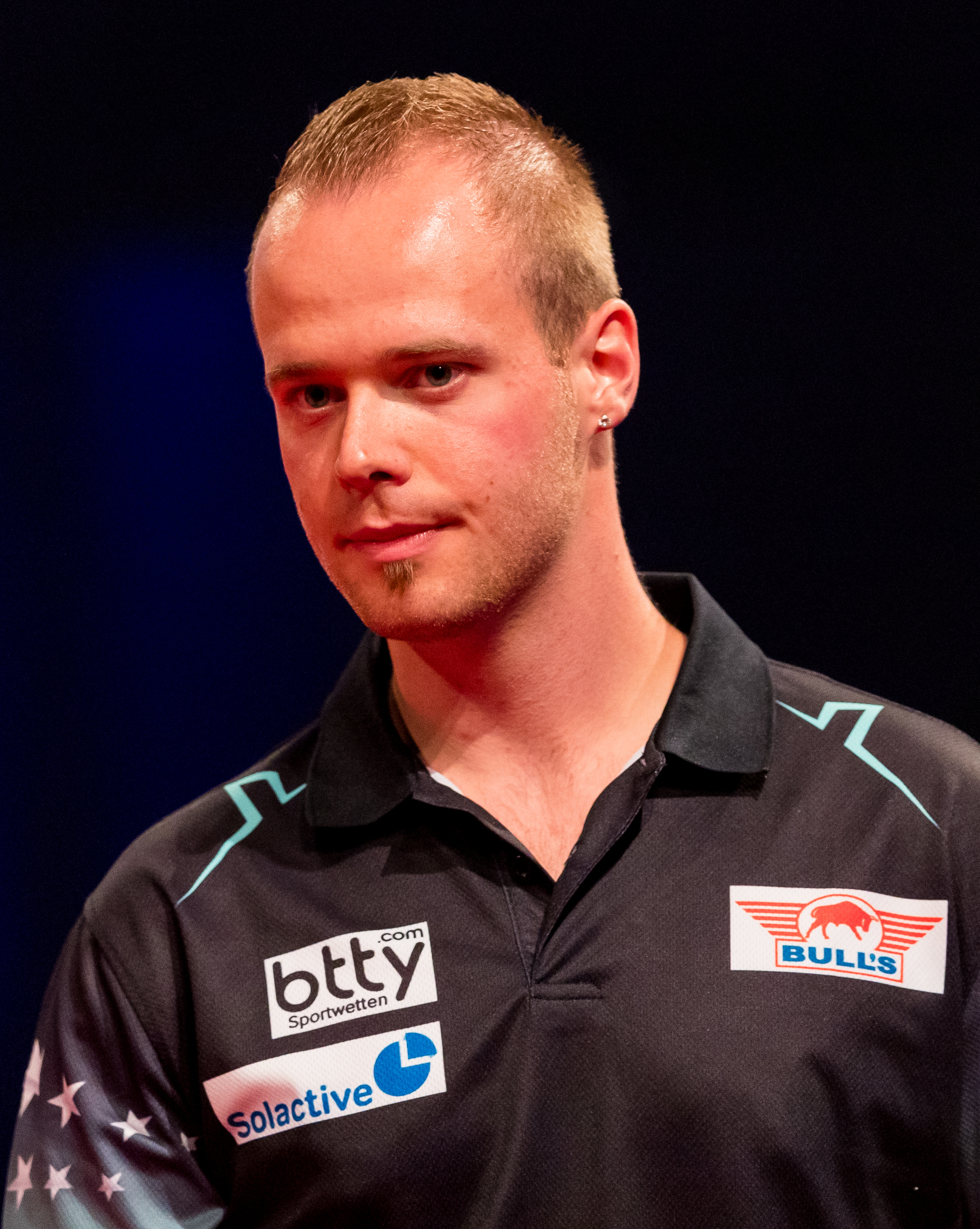
Max Hopp
geboren in 1996

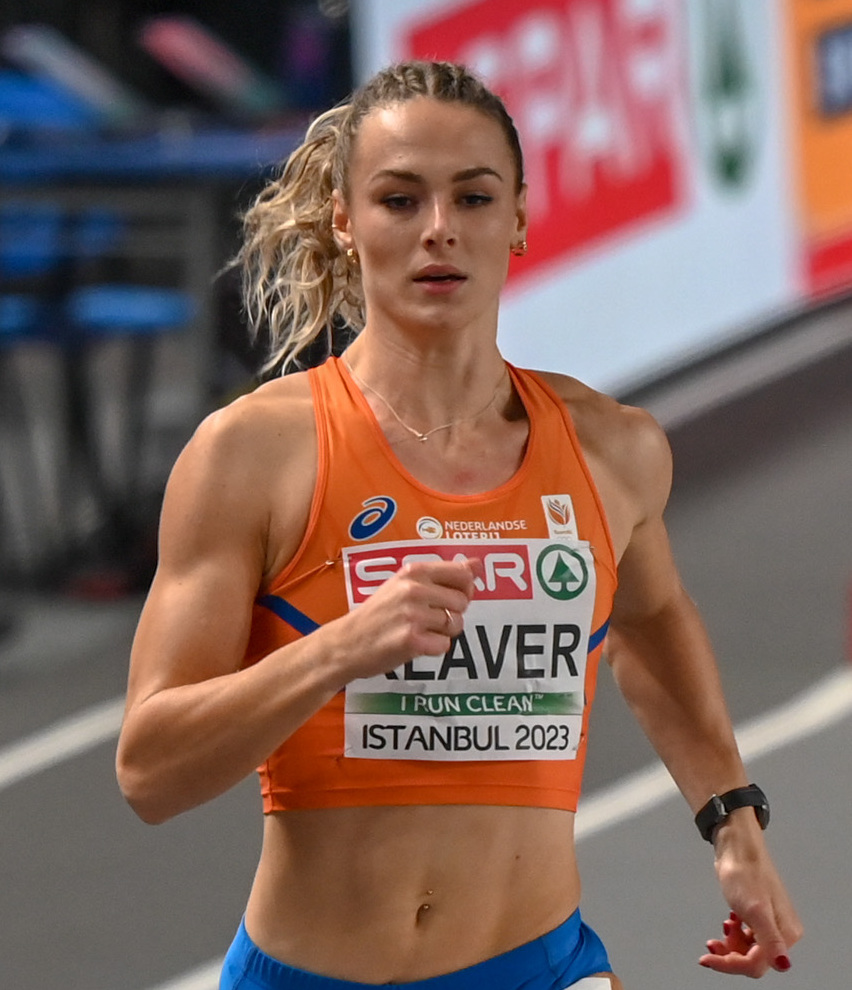
Lieke Klaver
geboren in 1998

- 1517 - Antoine Perrenot de Granvelle, Frans kardinaal-aartsbisschop van Mechelen (overleden 1586)
- 1561 - Jacopo Peri, Italiaans componist (overleden 1633)
- 1778 - Bernardo O'Higgins, Chileens militair en vrijheidsstrijder (overleden 1842)
- 1779 - Jöns Jacob Berzelius, Zweeds chemicus (overleden 1848)
- 1827 - Josef Strauss, Oostenrijks componist (overleden 1870)
- 1833 - Benjamin Harrison, 23ste president van de Verenigde Staten (overleden 1901)
- 1848 - Bernardus Marie Bahlmann, Nederlands politicus (overleden 1898)
- 1848 - Sebastiano Martinelli, Italiaans curiekardinaal (overleden 1918)
- 1851 - Abraham Berge, Noors politicus (overleden 1936)
- 1890 - H.P. Lovecraft, Amerikaans schrijver (overleden 1937)
- 1904 - Jaap Burger, Nederlands politicus (overleden 1986)
- 1904 - Judikje Simons, Nederlands gymnaste (overleden 1943)
- 1905 - Wim Hennings, Nederlands atleet (overleden 1991)
- 1905 - Jack Teagarden, Amerikaans jazzmusicus (overleden 1964)
- 1909 - Willy Ruys, Nederlands acteur (overleden 1983)
- 1910 - Eero Saarinen, Fins architect (overleden 1960)
- 1912 - František Fajtl, Tsjechisch gevechtspiloot en schrijver (overleden 2006)
- 1913 - Roger Sperry, Amerikaans psycholoog (overleden 1994)
- 1920 - Julien Saelens, Belgisch atleet (overleden 1945)
- 1920 - Vincentas Sladkevičius, Litouws kardinaal-aartsbisschop van Kaunas (overleden 2000)
- 1921 - Iet van Feggelen, Nederlands zwemster (overleden 2012)
- 1921 - Emilio Gancayco, Filipijns rechter (overleden 2009)
- 1921 - Gloria Parker, Amerikaans muzikante (overleden 2022)
- 1922 - Frans de Munck, Nederlands voetbalkeeper (overleden 2010)
- 1923 - Jim Reeves, Amerikaans countryzanger (overleden 1964)
- 1924 - Gust Gils, Belgisch dichter (overleden 2002)
- 1924 - Boebi van Meegeren, Nederlands tennisser (overleden 2017)
- 1925 - Ad Boogaerts, Nederlands voetbalscheidsrechter (overleden 2010)
- 1928 - Cornelis Graafland, Nederlands predikant (overleden 2004)
- 1928 - Baltus Oostburg, Surinaams wetenschapper en politicus (overleden 2002)
- 1931 - Hilla Becher, Duits fotografe (overleden 2015)
- 1931 - Frank Capp, Amerikaans drummer en orkestleider (overleden 2017)
- 1931 - Don King, Amerikaans bokspromotor
- 1933 - George Mitchell, Amerikaans politicus en diplomaat
- 1934 - Louis Swart, Nederlands grafisch vormgever en kunstenaar (overleden 2023)
- 1935 - Jan Lenssens, Belgisch politicus (overleden 2006)
- 1935 - Ron Paul, Amerikaans politicus
- 1935 - David Ruelle, Belgisch natuurkundige
- 1936 - Miriam Colon, Puerto Ricaans/Amerikaans actrice (overleden 2017)
- 1936 - Carla Fracci, Italiaans danseres (overleden 2021)
- 1936 - Antonio María Rouco Varela, Spaans kardinaal en aartsbisschop van Madrid
- 1939 - Ari Olivier, Nederlands oplichter (overleden 2022)
- 1939 - Fernando Poe jr., Filipijns acteur en presidentskandidaat (overleden 2004)
- 1940 - Paul Koeck, Belgisch schrijver (overleden 2024)
- 1940 - Rajendra Pachauri, Indiaas econoom (overleden 2020)
- 1940 - Arie van der Vlis, Nederlands militair (overleden 2020)
- 1941 - John Durrill, Amerikaans zanger, toetsenist en songwriter
- 1941 - Milford Graves, Amerikaans jazzdrummer en -percussionist (overleden 2021)
- 1941 - William Gray, Amerikaans predikant, politicus en zakenman (overleden 2013)
- 1941 - Slobodan Milošević, Servisch politicus (overleden 2006)
- 1942 - Alison Des Forges, Amerikaans mensenrechtenactiviste (overleden 2009)
- 1942 - Isaac Hayes, Amerikaans zanger en producer (overleden 2008)
- 1942 - Bernd Kannenberg, Duits atleet (overleden 2021)
- 1944 - Rajiv Gandhi, Indiaas politicus en premier (overleden 1991)
- 1944 - Fausta Morganti, San Marinees politica (overleden 2021)
- 1944 - Michael B. Tretow, Zweeds platenproducent, muzikant en componist (overleden 2025)
- 1946 - Ralf Hütter, Duits zanger (Kraftwerk)
- 1946 - Laurent Fabius, Frans politicus
- 1946 - Hans Meiser, Duits presentator en journalist (overleden 2023)
- 1947 - James Pankow, Amerikaans trombonist/songwriter
- 1948 - Anneke Brassinga, Nederlands dichteres en vertaalster
- 1948 - Cees van Kooten, Nederlands voetballer (overleden 2015)
- 1948 - Robert Plant, Brits zanger (Led Zeppelin)
- 1949 - Patrick Kilpatrick, Amerikaans acteur, scenarioschrijver, filmregisseur
- 1949 - Phil Lynott, Iers zanger (overleden 1986)
- 1951 - Greg Bear, Amerikaans sciencefiction-schrijver (overleden 2022)
- 1951 - Alfred Birney, Nederlands schrijver
- 1951 - Mohamed Morsi, Egyptisch politicus (overleden 2019)
- 1952 - John Hiatt, Amerikaans muzikant en songwriter
- 1953 - Mário David, Portugees politicus en Europarlementariër
- 1954 - Luc Bungeneers, Belgisch politicus
- 1954 - Leon Pliester, Nederlands schaker (overleden 2012)
- 1955 - Ned Overend, Amerikaans mountainbiker
- 1956 - Joan Allen, Amerikaans actrice
- 1957 - Bart Römer, Nederlands televisieproducent en auteur
- 1957 - Mary Stävin, Zweeds actrice
- 1959 - Menno Lievers, Nederlands atleet, filosoof en redacteur
- 1960 - Gennadi Denisov, Sovjet-Oezbeeks voetballer en trainer
- 1961 - Linda Manz, Amerikaans actrice (overleden 2020)
- 1962 - Ravil Isyanov, Russisch-Amerikaans acteur (overleden 2021)
- 1962 - James Marsters, Amerikaans acteur en zanger
- 1962 - Jon Unzaga, Spaans wielrenner
- 1963 - Riccardo Ferri, Italiaans voetballer
- 1963 - Dennis van der Gijp, Nederlands voetballer
- 1963 - Lyan Verburg, Nederlandse pedagoge en Jostibandleidster
- 1963 - Robert Warzycha, Pools voetballer en voetbalcoach
- 1964 - Giuseppe Giannini, Italiaans voetballer en voetbalcoach
- 1964 - Sachiko Yamashita, Japans atlete
- 1965 - Roger Cook, 31e premier van West-Australië
- 1965 - KRS-One, Amerikaans rapper
- 1965 - Moses Tanui, Keniaans atleet
- 1965 - Marcel Versteeg, Nederlands atleet
- 1965 - Arjen Visserman, Nederlands atleet
- 1966 - Dimebag Darrell, Amerikaans gitarist (overleden 2004)
- 1968 - Ørjan Berg, Noors voetballer
- 1968 - Klas Ingesson, Zweeds voetballer (overleden 2014)
- 1968 - Wim Lybaert, Vlaams televisiemaker
- 1969 - Danilo Dončić, Servisch voetballer en voetbaltrainer (overleden 2024)
- 1970 - Celso Ayala, Paraguayaans voetballer
- 1970 - Els Callens, Belgisch tennisster
- 1970 - John Carmack, Amerikaans ondernemer
- 1970 - Guus Uhlenbeek, Nederlands-Surinaams voetballer
- 1971 - Fred Durst, Amerikaans zanger
- 1971 - Steve Stone, Engels voetballer
- 1971 - David Walliams, Engels acteur en komiek
- 1973 - Alexandre Finazzi, Braziliaans voetballer
- 1973 - Frank Kroeze, Nederlands schaker
- 1974 - Misha Collins, Amerikaans acteur en scenarioschrijver
- 1974 - Deborah Gravenstijn, Nederlands judoka
- 1974 - Adam Korol, Pools roeier
- 1975 - Arjan Beqaj, Albanees voetballer
- 1975 - Beatrice Căslaru, Roemeens zwemster
- 1976 - István Gergely, Slowaaks-Hongaars waterpoloër
- 1976 - Marleen Sanderse, Nederlands paralympisch sportster
- 1977 - Stéphane Gillet, Luxemburgs voetballer
- 1978 - Luis Martínez, Colombiaans voetbalkeeper
- 1979 - Sergej Botsjkov, Azerbeidzjaans atleet
- 1979 - Jamie Cullum, Brits jazzpianist
- 1980 - Samuel Dumoulin, Frans wielrenner
- 1981 - Artur Kotenko, Estisch voetballer
- 1982 - Aleksandr Amisoelasjvili, Georgisch voetballer
- 1982 - Youssouf Hersi, Ethiopisch-Nederlands voetballer
- 1983 - Andrew Garfield, Brits-Amerikaans acteur
- 1983 - Tomi Nyman, Fins voetballer
- 1983 - Leonoor Voskamp, Nederlands hockeyster
- 1984 - Diego Puyo, Spaans autocoureur
- 1985 - Aslı Çakır Alptekin, Turks atlete
- 1985 - Miguel Gomez, Amerikaans Colombiaans acteur en hiphopartiest
- 1985 - Casper Jørgensen, Deens wielrenner
- 1985 - Álvaro Negredo, Spaans voetballer
- 1986 - Kemy Agustien, Nederlands voetballer
- 1986 - Luis Alberto Marco, Spaans atleet
- 1986 - Sandra Schenkel, Belgisch atlete
- 1987 - Melvin Bresser, Nederlands voetballer
- 1987 - Simon Shnapir, Amerikaans kunstschaatser
- 1988 - Joyce Chepkirui, Keniaans atlete
- 1988 - Philip Farrugia, Maltees voetbalscheidsrechter
- 1988 - Thomas Hylkema, Nederlands autocoureur
- 1990 - Marissa Castelli, Amerikaans kunstschaatsster
- 1990 - Melvin Grootfaam, Nederlands-Surinaams voetballer
- 1990 - Ranomi Kromowidjojo, Nederlands zwemster
- 1991 - Thomas De Bock, Belgisch atleet
- 1992 - Matej Delač, Kroatisch voetballer
- 1992 - Demi Lovato, Amerikaans actrice en zangeres
- 1993 - Darko Lemajić, Servisch-Montenegrijns voetballer
- 1993 - Håvard Solås Taugbøl, Noors langlaufer
- 1994 - Janine Beckie, Canadees voetbalster
- 1994 - Jonathon Lillis, Amerikaans freestyleskiër
- 1994 - Jan-Willem van Schip, Nederlands wielrenner
- 1994 - Erik Thommy, Duits voetballer
- 1995 - Luis Manuel Orejuela, Colombiaans voetballer
- 1995 - Douglas Souza, Braziliaans volleyballer
- 1996 - Angelo Fulgini, Frans-Ivoriaans voetballer
- 1996 - Max Hopp, Duits darter
- 1997 - Vasyl Kravets, Oekraïens voetballer
- 1997 - Philippe Rommens, Belgisch voetballer
- 1998 - Paulo André de Oliveira, Braziliaans atleet
- 1998 - Lieke Klaver, Nederlands atlete
- 1999 - Evan N'Dicka, Frans-Kameroens voetballer
- 1999 - Joe Willock, Engels-Montserrats voetballer
- 2000 - Edgar Cadena, Mexicaans wielrenner
- 2001 - Nick de Groot, Nederlands voetballer
- 2002 - Joshua Liendo, Canadees zwemmer
- 2003 - Gabriël van België, Belgisch prins
- 2003 - Théo Pourchaire, Frans autocoureur
- 2003 - Piotr Wiśnicki, Pools autocoureur
- 2004 - Tom Di Maria, Belgisch basketballer

## Overleden

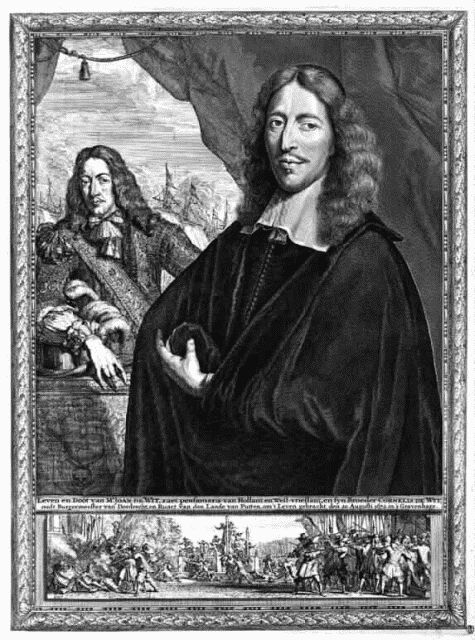
Johan en Cornelis de Witt
overleden in 1672

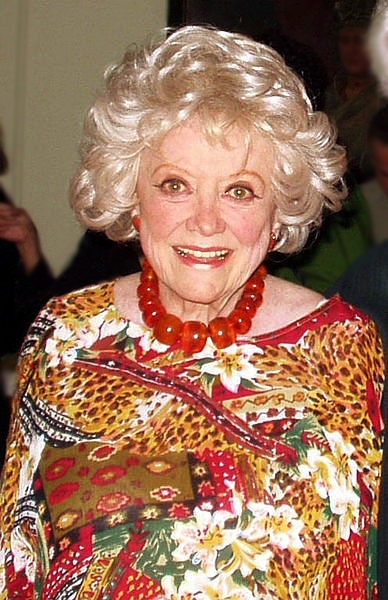
Phyllis Diller
overleden in 2012

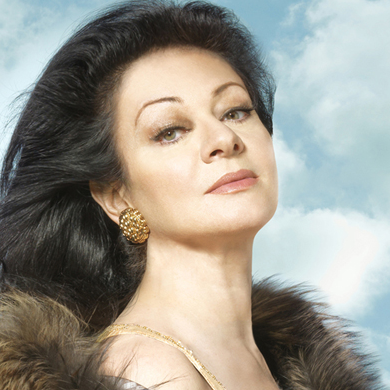
Daniela Dessì
overleden in 2016

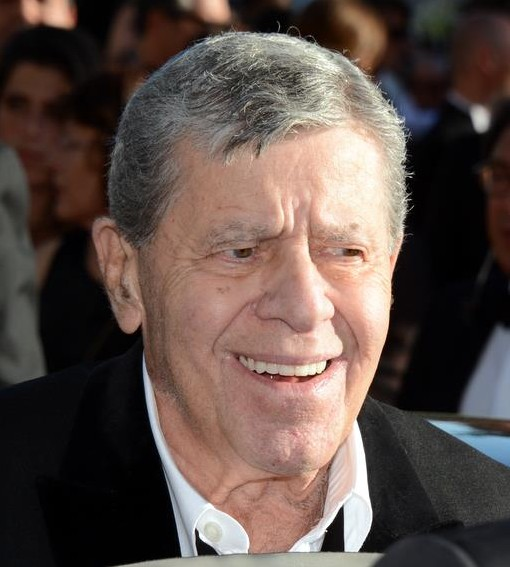
Jerry Lewis
overleden in 2017

- 768 - Eadberht van Northumbria (~53), Angelsaksisch koning
- 1025 - Burchard van Worms (60), bisschop van Worms
- 1153 - Bernardus van Clairvaux (~63), Franse abt en heilige
- 1384 - Geert Grote (43), Nederlands godgeleerde, schrijver en boeteprediker
- 1572 - Miguel López de Legazpi (70), Spaans conquistador
- 1611 - Tomás Luis de Victoria (63), Spaans componist
- 1672 - Cornelis de Witt (49), Nederlands politicus
- 1672 - Johan de Witt (46), Nederlands politicus
- 1684 - Jurrian Stroink, Nederlands politicus (burgemeester van Enschede)
- 1701 - Charles Sedley (61), Engels schrijver
- 1823 - Paus Pius VII (83)
- 1834 - Geert Grote (43), Nederlands theoloog, schrijver, gedreven kloosterhervormer en boeteprediker
- 1874 - Friedrich von Schelling (79), Duits filosoof
- 1908 - Albert Cornelis Vreede (68), Nederlands hoogleraar
- 1912 - William Booth (73), Brits stichter van het Leger des Heils
- 1914 - Paus Pius X (79)
- 1915 - Paul Ehrlich (61), Duits chemicus en arts
- 1917 - Jimmy Speirs (31), Schots voetballer
- 1921 - Willem Helsdingen (71), Nederlands politicus
- 1922 - Christian Dotremont (56), Belgisch kunstschilder, schrijver en dichter
- 1925 - George Taubman Goldie (79), Manx ondernemer en bestuurder
- 1937 - Rudolf Ericson (64), Zweeds schaatser
- 1952 - Kurt Schumacher (56), Duits politicus
- 1956 - Bernard (William) Griffin (57), Engels kardinaal-aartsbisschop van Westminster
- 1959 - Alfred Kubin (82), Oostenrijks graficus, boekillustrator en schrijver
- 1961 - Percy Williams Bridgman (79), Amerikaans natuurkundige
- 1963 - Joan Voûte (84), Nederlands astronoom
- 1965 - Odiel Defraeye (77), Belgisch wielrenner
- 1973 - Wam Heskes (82), Nederlands beeldend kunstenaar en acteur
- 1980 - Joe Dassin (41), Frans-Amerikaans zanger
- 1988 - Ferdi Karmelk (38), Nederlands gitarist
- 1989 - Syd van der Vyver (68/69), Zuid-Afrikaans autocoureur
- 1996 - Rio Reiser (46), Duits zanger, muzikant en acteur
- 1996 - Beverley Whitfield (42), Australisch zwemster
- 2001 - Fred Hoyle (86), Brits astronoom en sciencefiction-schrijver
- 2001 - Sylvia Millecam (45), Nederlands actrice en televisiepersoonlijkheid
- 2002 - Somporn Saekhow (±62), Thais apentrainer
- 2003 - Jolanda van Goozen (28), Nederlands marathonschaatsster
- 2004 - Guido Haazen (82), Belgisch fotograaf, keramist en dirigent
- 2006 - Joe Rosenthal (94), Amerikaans fotograaf
- 2008 - Marten Beinema (75), Nederlands politicus
- 2009 - Pieter Lutz (82), Nederlands acteur
- 2010 - Conny Mus (59), Nederlands journalist
- 2010 - Jim Wehba (75), Amerikaans professioneel worstelaar en manager
- 2011 - Jules Desclée de Maredsous (96), Belgisch bankier
- 2012 - Phyllis Diller (95), Amerikaans actrice en comédienne
- 2012 - Meles Zenawi (57), Ethiopisch politicus en president
- 2013 - Elmore Leonard (87), Amerikaans scenarist en schrijver
- 2013 - Costică Ștefănescu (62), Roemeens voetballer en voetbaltrainer
- 2014 - B.K.S. Iyengar (95), Indiaas yogaleraar en -goeroe
- 2014 - Atie Ridder-Visser (100), Nederlands verzetsstrijdster
- 2014 - Edmund Casimir Szoka (86), Amerikaans kardinaal en aartsbisschop
- 2015 - Egon Bahr (93), Duits politicus
- 2015 - Armin zur Lippe (91), Duits prins, neef van prins Bernhard
- 2016 - Daniela Dessì (59), Italiaans operazangeres
- 2017 - Margot Hielscher (97), Duits zangeres en filmactrice
- 2017 - Jerry Lewis (91), Amerikaans acteur, regisseur en komiek
- 2018 - Uri Avnery (94), Israëlisch journalist, schrijver, politiek activist en parlementslid
- 2019 - Richard Booth (80), Welsh boekhandelaar
- 2019 - Herman Dijk (63), Nederlands dijkgraaf
- 2020 - Ellen van Hoogdalem-Arkema (76), Nederlands politica
- 2021 - Ian Carey (45), Amerikaans house dj en muziekproducent
- 2021 - Norbert Gawronski (96), Pools-Nederlands architect
- 2021 - Tom Hall (85), Amerikaans musicus en (song)schrijver
- 2021 - Peter Ind (93), Brits jazzcontrabassist en platenproducent
- 2022 - Bram Peper (82), Nederlands politicus
- 2022 - Tom Weiskopf (79), Amerikaans golfer
- 2023 - Jan de Leeuw (91), Nederlands burgemeester
- 2023 - Luc Smets (76), Belgisch zanger en componist
- 2023 - Monica Van Kerrebroeck (84), Belgisch politica
- 2024 - Yvonne Delcour (Yvonne Verschueren) (92), Belgisch actrice
- 2025 - Frank Caprio (88), Amerikaans jurist en politicus

## Viering/herdenking

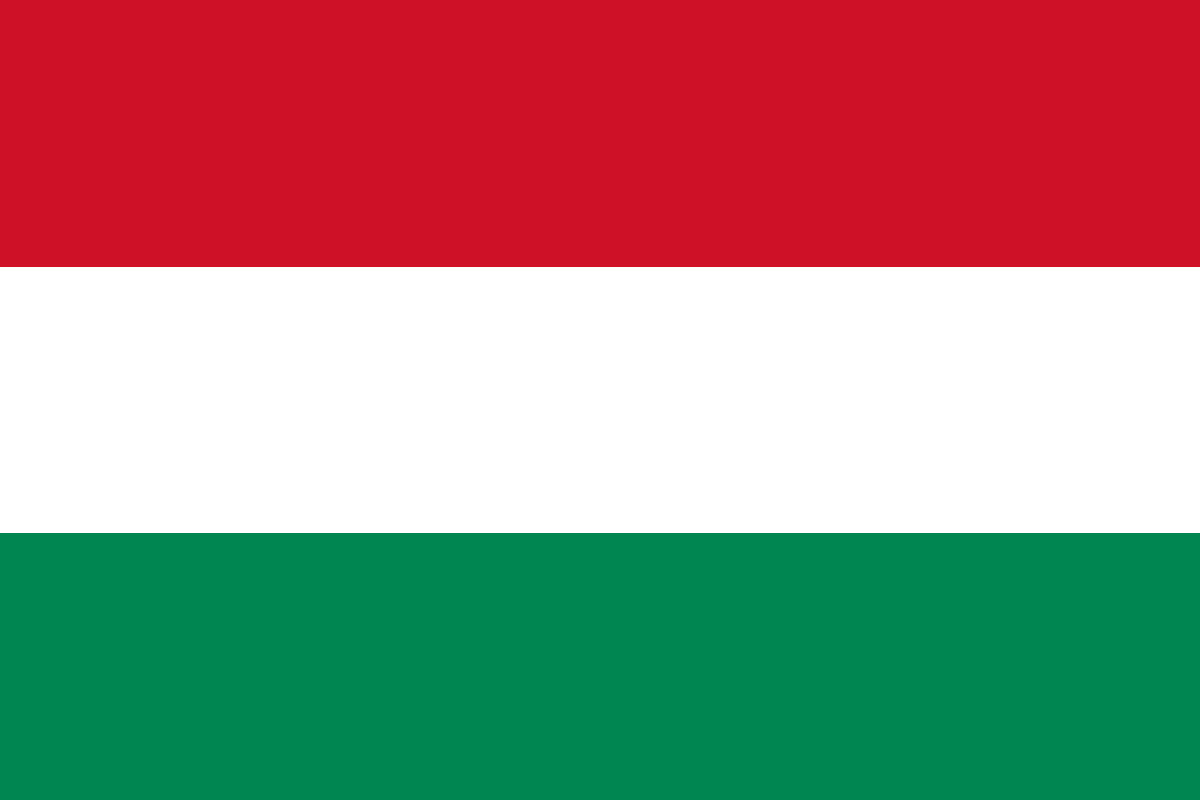

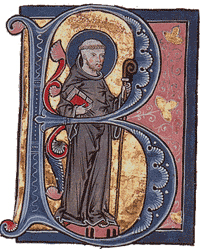
Bernardus van Clairvaux

- Hongarije - St-Stefanus, Nationale feestdag
- Rooms-katholieke kalender:
  - Heilige Zacheüs
  - Heilige Bernard(us) van Clairvaux († 1153) - Gedachtenis
  - Heilige Samuel († 12e eeuw v.Chr.)
  - Heilige Herbert Hoscam († 1180)
  - Heilige Filibert van Jumièges († 685)
  - Heilige Oswin van Engeland († 651)
  - Heilige Rognvald († 1158)
  - Heilige Hugo van Tennenbach († 1270)
  - Heilige Maria De Mattias († 1866)
  - Zalige Gobert van Aspremont († 1263)

## Weerextremen

### Nederland
| | Officiële records | Officiële records | Officiële records |      | Landelijke records | Landelijke records | Landelijke records |
| Gebeurtenis | Jaar              | Extreem           | Locatie           | Jaar | Extreem            | Locatie            |                    |
| --- | ----------------- | ----------------- | ----------------- | ---- | ------------------ | ------------------ | ------------------ |
| Laagste etmaalgemiddelde temperatuur (°C) | 1920              | 11,6              | De Bilt           |      | 1920               | 10,4               | Maastricht         |
| Hoogste etmaalgemiddelde temperatuur (°C) | 1932              | 24,1              | De Bilt           |      | 1932               | 26,6               | Maastricht         |
| Laagste minimumtemperatuur (°C) | 1929              | 5,8               | De Bilt           |      | 1974               | 4,5                | Eelde              |
| Hoogste minimumtemperatuur (°C) | 2020              | 18,9              | De Bilt           |      | 1997               | 20,4               | De Kooy            |
| Laagste maximumtemperatuur (°C) | 1963              | 15,4              | De Bilt           |      | 1920               | 13,3               | Vlissingen         |
| Hoogste maximumtemperatuur (°C) | 2009              | 33,8              | De Bilt           |      | 2009               | 37,0               | Ell                |
| Hoogste uurgemiddelde windsnelheid (m/s) | 1931              | 10,3              | De Bilt           |      | 1990               | 22,6               | Huibertgat         |
| Hoogste windstoot (m/s) | 1990, 2020        | 17,0              | De Bilt           |      | 1990               | 27,3               | Huibertgat         |
| Langste zonneschijnduur (uur) | 1974              | 13,7              | De Bilt           |      | 1974               | 13,8               | De Kooy            |
| Langste neerslagduur (uur) | 1957              | 11,0              | De Bilt           |      | 1992               | 11,7               | Vlissingen         |
| Hoogste etmaalsom van de neerslag (mm) | 1969              | 30,0              | De Bilt           |      | 2005               | 60,4               | Vlissingen         |
| Laagste etmaalgemiddelde relatieve vochtigheid (%) | 1921              | 53                | De Bilt           |      | 1939               | 48                 | Maastricht         |
| Laagste uurwaarde luchtdruk op zeeniveau (hPa) | 1931              | 996,3             | De Bilt           |      | 1931               | 993,1              | De Kooy            |
| Hoogste uurwaarde luchtdruk op zeeniveau (hPa) | 1974              | 1030,0            | De Bilt           |      | 1974               | 1031,1             | Leeuwarden         |
| Officiële records worden altijd gemeten op het KNMI-weerstation in De Bilt. Landelijke records kunnen worden gemeten op elk officieel KNMI-weerstation in Nederland. |                   |                   |                   |      |                    |                    |                    |

Uitzonderlijke gebeurtenissen
- 1932 - Laatste officiële tropische dag van het jaar (maximumtemperatuur ≥ 30 °C in De Bilt)
- 1971 - Officieel hoogste minimumtemperatuur in °C van het jaar gemeten in De Bilt: 17,5
- 1978 - Laatste officiële zomerse dag van het jaar (maximumtemperatuur ≥ 25 °C in De Bilt)
- 1989 - Laatste officiële tropische dag van het jaar (maximumtemperatuur ≥ 30 °C in De Bilt)
- 2009 - Eerste en enige officiële tropische dag van het jaar (maximumtemperatuur ≥ 30 °C in De Bilt)

### België
Dagrecords
- 1920 - Laagste etmaalgemiddelde temperatuur 11,2 °C
- 1932 - Hoogste etmaalgemiddelde temperatuur 27,3 °C
- 1849 - Laagste minimumtemperatuur 6,8 °C
- 1932 - Hoogste maximumtemperatuur 32,8 °C
- 1952 - Hoogste etmaalsom van de neerslag 38 mm

Uitzonderlijke gebeurtenissen
- 1969 - 88 mm neerslag in Amel.
- 2009 - Maximumtemperatuur 38,2 °C in Kleine-Brogel (record sinds het oprichting weerstation in 1954).

<< · 1 · 2 · 3 · 4 · 5 · 6 · 7 · 8 · 9 · 10 · 11 · 12 · 13 · 14 · 15 · 16 · 17 · 18 · 19 · 20 · 21 · 22 · 23 · 24 · 25 · 26 · 27 · 28 · 29 · 30 · 31 · >>